# Vitt guld

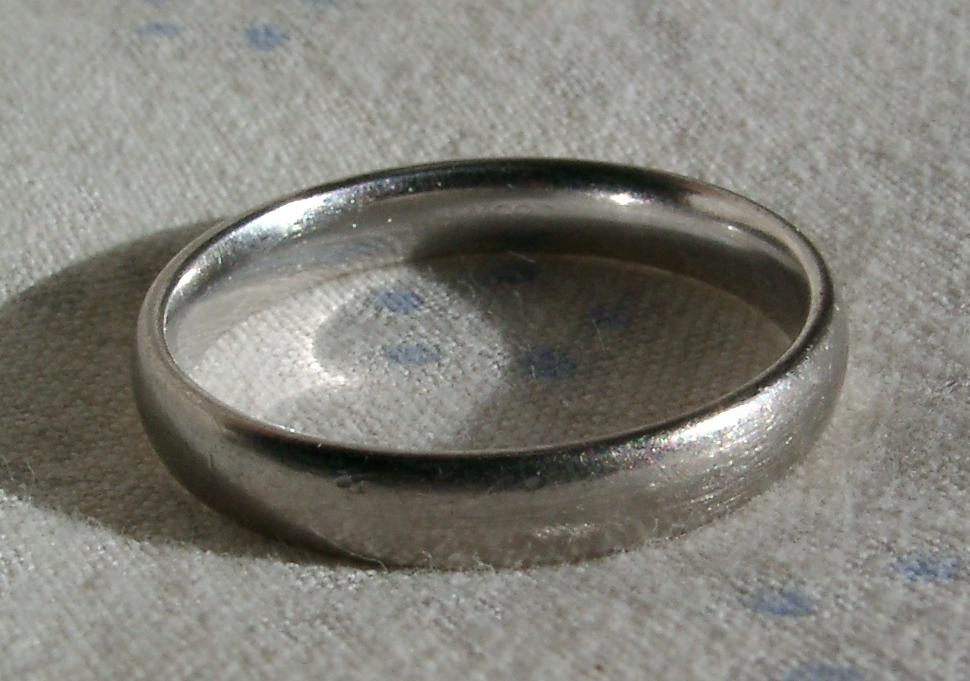
En vigselring av vitguld med rodiumplätering.

Vitguld eller vitt guld är en legering av guld och någon vitmetall, eventuellt silver, koppar, zink eller mangan. Vitmetallen som tonar ner guldets gulhet kan vara nickel, vilket ger en svagt gul ton, platina eller palladium, som ger en mer gråaktig ton. Vitguld används som ett billigare alternativ till platina inom smyckesindustrin.

## Historia
Omkring 1900 började juvelerare göra smycken med diamanter och den då ganska okända metallen platina[källa behövs]. Platina var dock mycket dyr och utvinningen begränsad. Vitguld-legeringar utvecklades sålunda under 1920-talet som ett mindre kostsamt alternativ till platina. För att möta den ökande efterfrågan utvecklades flera olika legeringar baserade på guld, nickel och palladium i olika kombinationer. I Sverige slutade man använda nickel i vitguld omkring 1980.

## Sammansättning
Vitguld måste legeras med en metall som ger mera vithet än silver och zink, då 75 % guld med 25 % silver blir grönt guld. I Sverige är det vanligt med 75 % guld och 16 % palladium i 18 karats vitguld, och lite silver samt koppar för smidbarhet och hållfasthet, men det är gråare än det äldre vitguldet. Både palladium och platina ger god vithet, men höjer priset då dessa metaller är dyrare än finguld.
Behovet av palladium för färgen beror på guldhalten, såsom:
- 9K vitguld 37,5 % guld, 59 % silver och 3,5 % koppar
- 14K vitguld 58,5 % guld, 31,5 % silver och 10 % palladium
- 18K vitguld 75 % guld, 10 % silver och 15 % palladium[1]

I utlandet är många andra blandningar vanliga, exempelvis: 18K med 75 % guld, 10 % palladium, 10 % nickel och 5 % zink eller 14K med 59 % guld, 25,5 % koppar, 12,3 % nickel och 3,2 % zink.
Olika blandningar har förutom olika vithet och nyans, varierande hållfasthet, hårdhet, smidbarhet, gjutningsegenskaper och smältpunkt.

## Ytbehandling
För att dölja den gula eller gråa tonen är smycken av vitguld oftast pläterade med rodium, platina eller palladium. Legeringar med palladium är av högre kvalitet än de med nickel och används ibland utan plätering. De har då ofta en tillsats av krom för att få en mer silvervit ton. Syftet med pläteringen är dels att ge smycken en större lyster, dels att förhindra oxidation av i legeringen ingående metaller. 

## Användning
Vitguld används huvudsakligen till smycken, exempelvis vigselringar och alliansringar. Det kan med fördel kombineras med rödguld eller rosa guld. Vitguld används ibland för fattning av diamanter i rödguld.

## Allergi
Många människor är överkänsliga eller allergiska mot vitguld som innehåller nickel. Symptomen för nickelallergi är hudutslag. De allergiska symptomen sägs inte vara så besvärliga för vitguld, som för andra nickellegeringar, då nickelkomponenten i vitguld anses som "starkare bundet nickel". Dock kan legerat guld i sig självt orsaka guldallergi. För särskilt allergiska personer kan titan vara ett alternativ. Från 1980 har nickel blivit ovanligt i svenska vitguldssmycken och i EU har utfasning av nickel påbörjats år 2000.

## Alternativ
För framställning av vita eller gråaktiga ringar och andra smycken används jämte vitguld även platina, silver, palladium, titan och stål.